# Dub (Bajina Bašta)
Dub (Servisch cyrillisch Дуб) is een plaats in de Servische gemeente Bajina Bašta. De plaats telt 419 inwoners (2002).